# Erosión costera

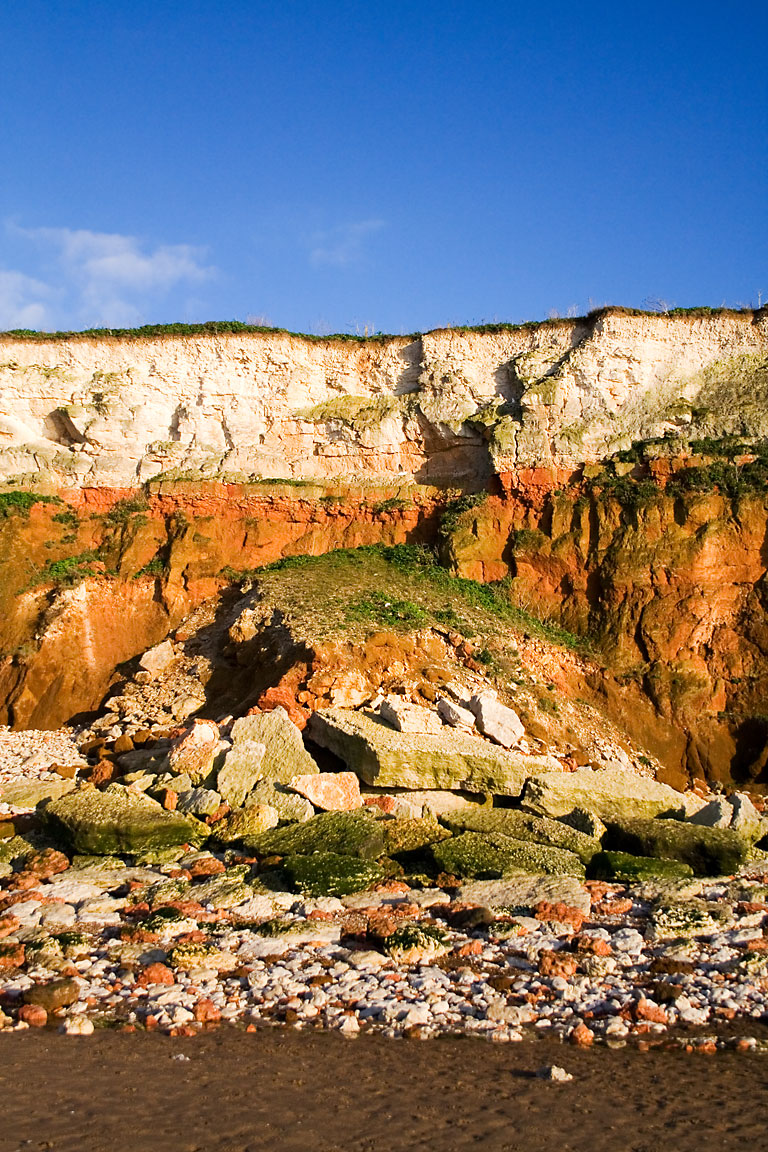
Fuerte erosión marina: caída de un acantilado en Hunstanton, en el este de Inglaterra.

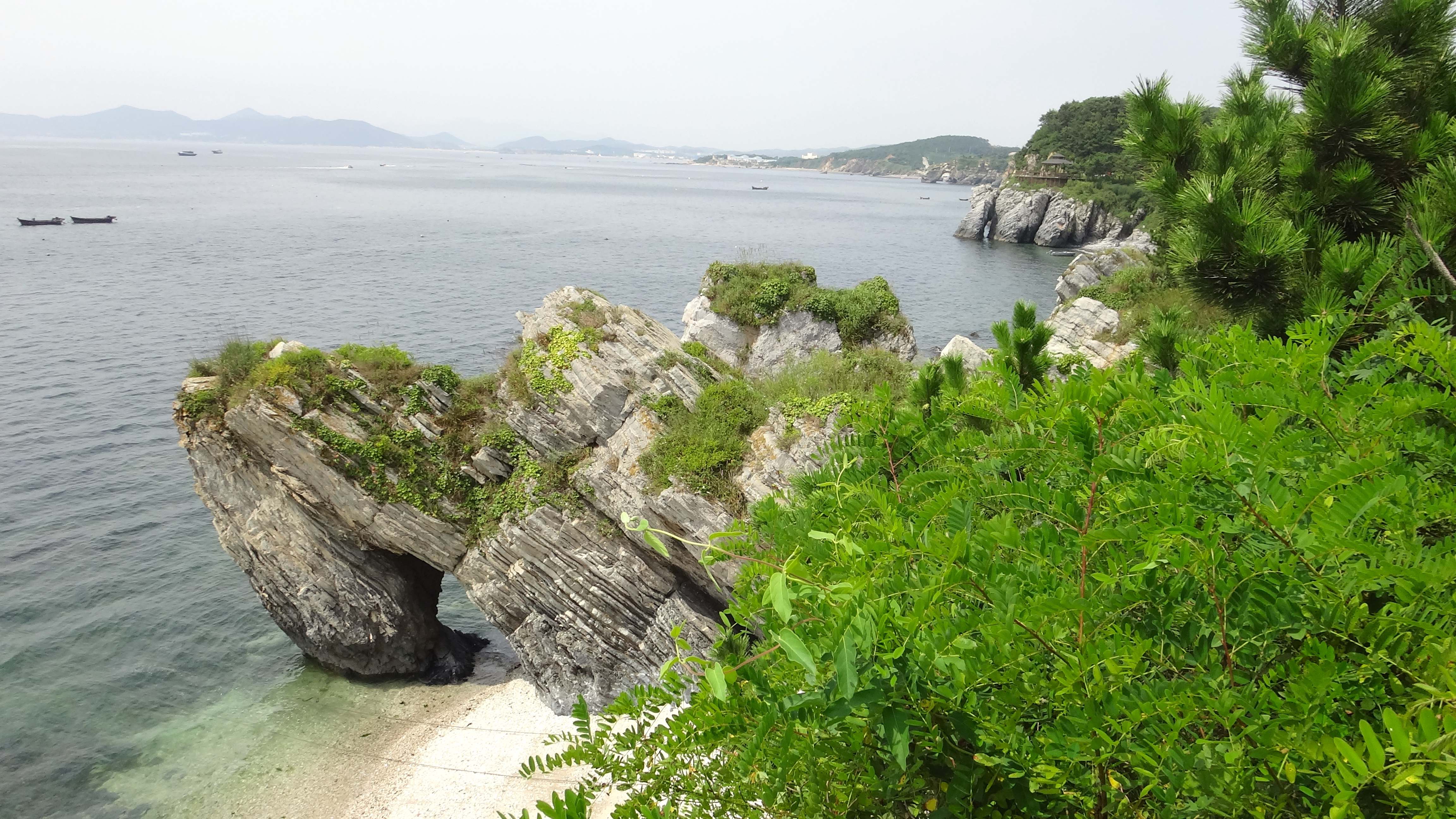
Estructuras en forma de túnel formadas por la erosión en el Geoparque Nacional Costero de Jinshitan, Dalian, provincia de Liaoning, China.

La erosión costera es la pérdida o desplazamiento de tierra, o la remoción a largo plazo de sedimentos y rocas a lo largo de la costa debido a la acción de olas, corrientes, mareas, agua impulsada por el viento, hielo transportado por el agua u otros impactos de marejadas ciclónicas. El retroceso de la costa hacia la tierra puede medirse y describirse en una escala temporal de mareas, estaciones y otros procesos cíclicos a corto plazo. La erosión costera puede ser causada por acción hidráulica, abrasión, impacto y corrosión por viento y agua, y otras fuerzas, naturales o no naturales.
En las costas no rocosas, la erosión costera da como resultado formaciones rocosas en áreas donde la línea costera contiene capas rocosas o zonas de fractura con una resistencia variable a la erosión. Las áreas más blandas se erosionan mucho más rápido que las más difíciles, lo que generalmente resulta en accidentes geográficos como túneles, puentes, columnas y pilares naturales. Con el tiempo, la costa generalmente se nivela. Las áreas más blandas se llenan de sedimentos erosionados de áreas duras y las formaciones rocosas se erosionan. Además, la abrasión ocurre comúnmente en áreas donde hay vientos fuertes, arena suelta y rocas blandas. El soplo de millones de granos de arena afilados crea un efecto de arenado. Este efecto ayuda a erosionar, suavizar y pulir las rocas. 
Según el IPCC, el aumento del nivel del mar causado por el cambio climático aumentará la erosión costera en todo el mundo, cambiando significativamente las costas y las zonas costeras bajas.

## Procesos costeros

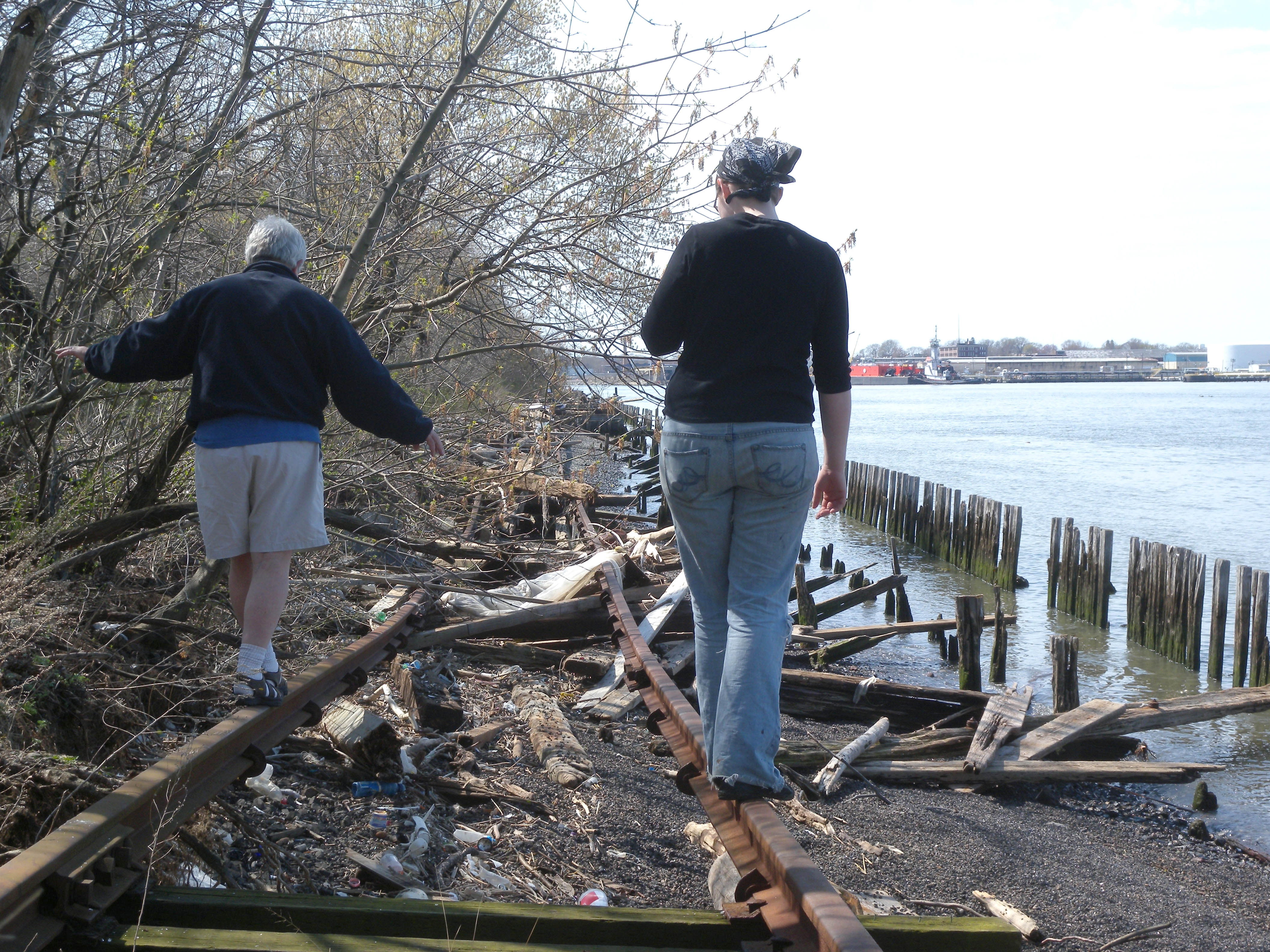
Destrucción de vías férreas abandonadas a causa de la erosión costera a pequeña escala.

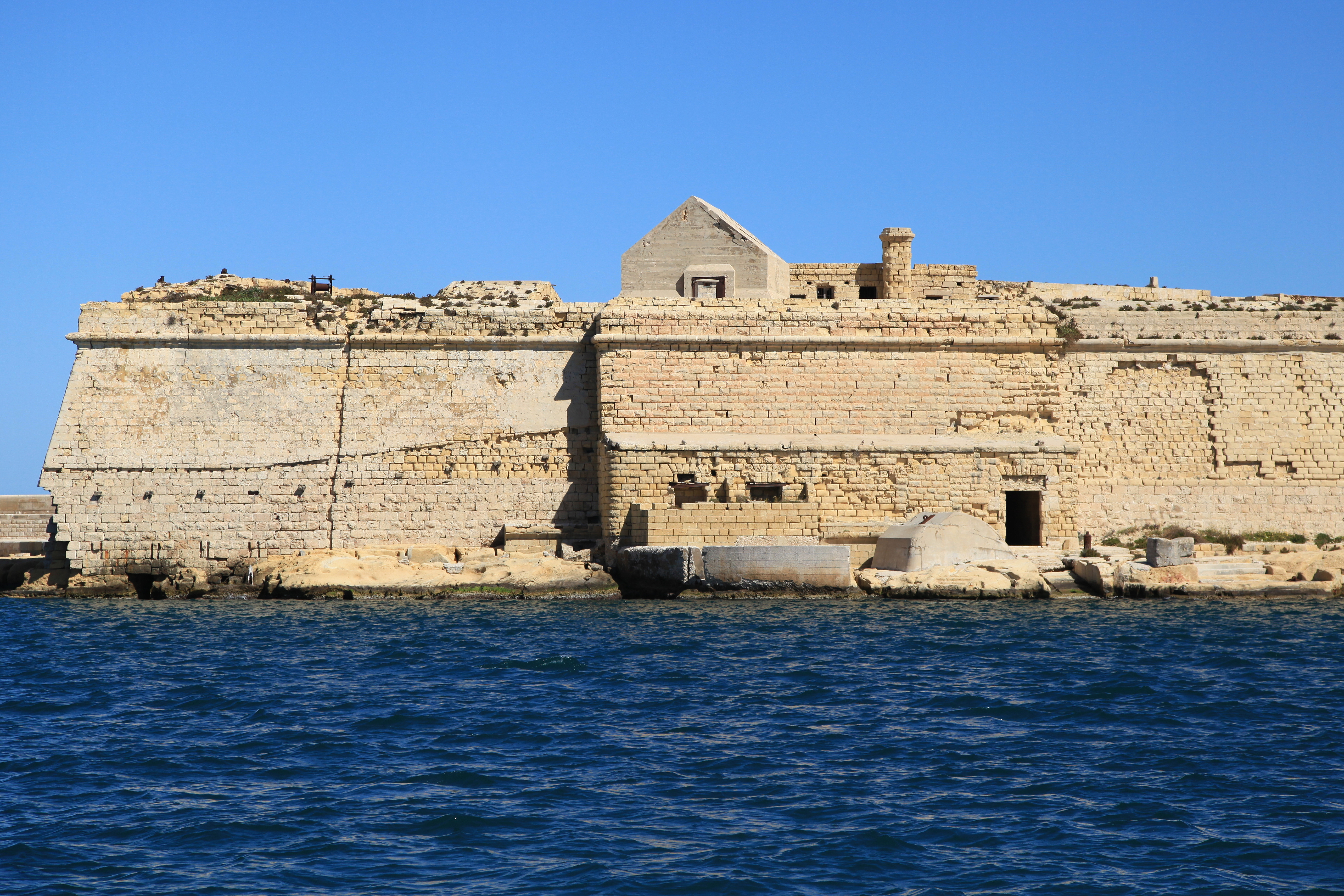
El fuerte Ricasoli en Kalkara, Malta, ya muestra signos de daños donde el terreno litoral se está erosionando.

### Acción hidráulica
La acción hidráulica se produce cuando las olas que chocan contra un acantilado comprimen aire en las Grieta|grietas del acantilado. Esto ejerce presión sobre la roca circundante y puede astillarse y quitar pedazos progresivamente. Con el tiempo, las grietas pueden crecer, a veces formando una cueva. Las astillas caen al lecho marino, donde son sometidas a la acción de las olas.

### Desgaste
El desgaste se produce cuando las olas hacen que trozos sueltos de escombros rocosos (pedregales) choquen entre sí, triturándose y astillándose entre sí, volviéndose progresivamente más pequeños, más suaves y redondos. El pedregal también choca con la base del acantilado, astillando pequeños trozos de roca del acantilado o tiene un efecto de corrosión (abrasión), similar al papel de lija.

### Solvatación
La solvatación es el proceso en el que los ácidos contenidos en el agua de mar disuelven algunos tipos de rocas como la tiza o la piedra caliza.

### Abrasión
La abrasión, también conocida como corrasión, ocurre cuando las olas rompen en los acantilados y lo erosionan lentamente. A medida que el mar golpea el acantilado, también usa el pedregal de otras acciones de las olas para golpear y romper pedazos de roca de más arriba en la pared del acantilado que se pueden usar para esta misma acción de desgaste.

### Corrosión
La corrosión o meteorización por disolución química se produce cuando el pH del mar (cualquier valor por debajo de 7,0) corroe las rocas de un acantilado. Los acantilados de piedra caliza, que tienen un pH moderadamente alto, se ven particularmente afectados de esta manera. La acción de las olas también aumenta la velocidad de reacción al eliminar el material reaccionado.

## Métodos de control

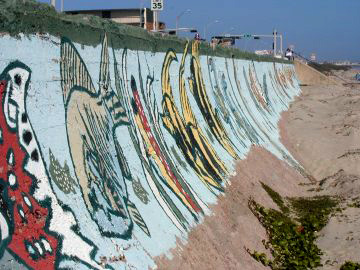
Rompeolas en la costa de Galveston.

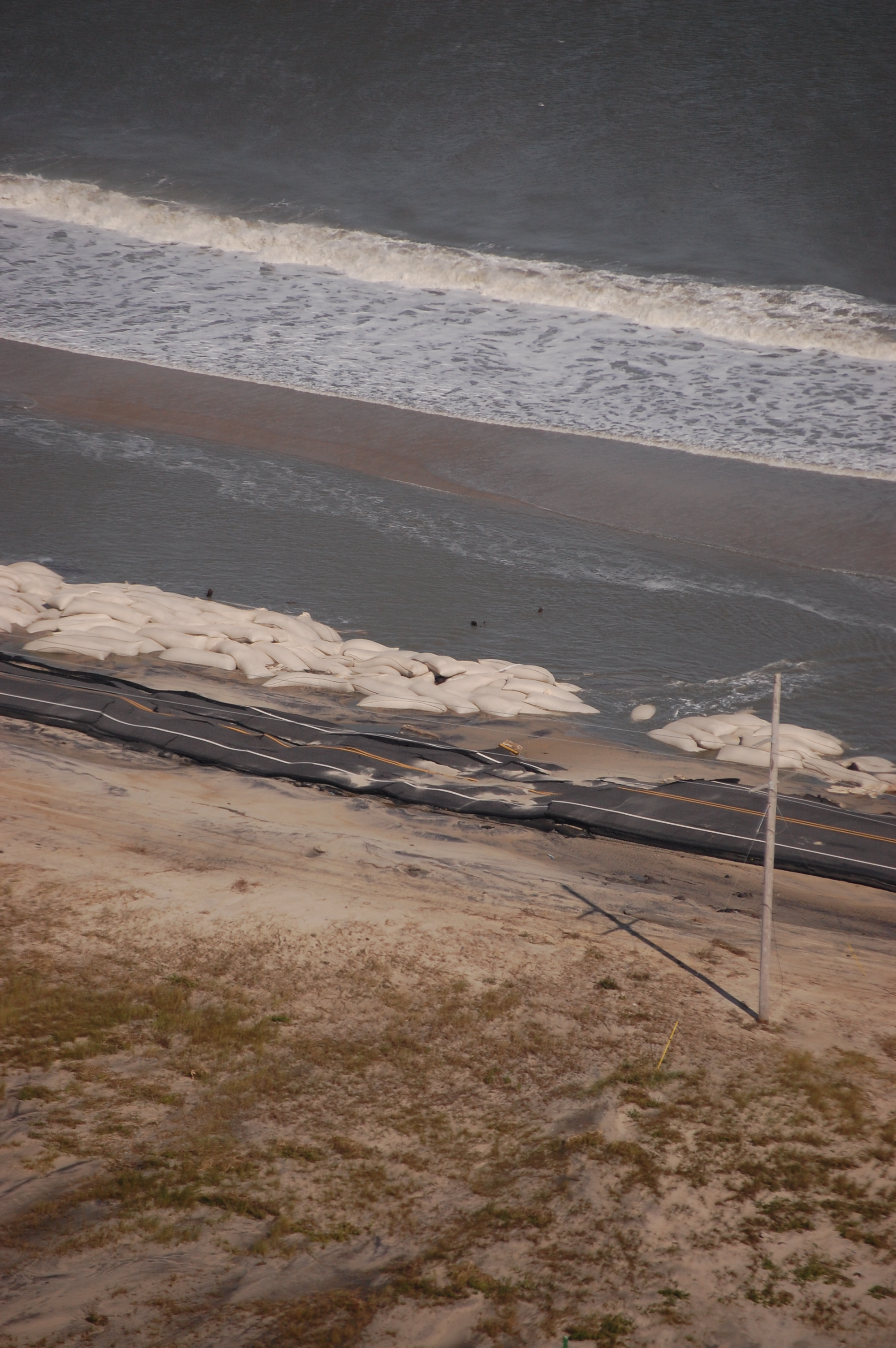
Playa con sacos de arena en el sitio del huracán Sandy en cabo Hatteras.

Hay tres formas comunes de métodos de control de la erosión costera. Estos tres incluyen: controles de erosión blanda, controles de erosión dura y reubicación.

### Controles de fuerte erosión
Los métodos de control de erosión fuerte brindan una solución más permanente que los métodos de control de erosión suave. Los rompeolas y espigones sirven como infraestructura semipermanente. Estas estructuras no son inmunes al desgaste normal y deberán ser renovadas o reconstruidas. Se estima que el promedio de vida de un rompeolas es de 50 a 100 años y el promedio de un espigón es de 30 a 40 años. Debido a su relativa permanencia, se supone que estas estructuras pueden ser una solución final a la erosión, pero también pueden privar al público del acceso a la playa y alterar drásticamente el estado natural de la misma. Algunos afirman que los espigones podrían reducir el intervalo entre los proyectos de relleno de arena en las playas, aunque no se ven como una solución. Otras críticas a los rompeolas son que pueden ser costosos, difíciles de mantener y, a veces, pueden causar más daños a la playa si se construyen incorrectamente.
Las formas naturales de control de la erosión dura incluyen plantar o mantener vegetación nativa, como bosques de manglares y arrecifes de coral.

### Controles de erosión suave
Las estrategias de erosión suave se refieren a opciones temporales para frenar los efectos de la erosión. Estas opciones, que incluyen sacos de arena y relleno de arena de la playa, no pretenden ser soluciones a largo plazo o soluciones permanentes. Otro método, el raspado de playa o demolición de playa permite la creación de una duna artificial frente a un edificio o como medio para preservar los cimientos de un edificio. Uno de los métodos más comunes de control de la erosión suave son los proyectos de relleno de arena de las playas. Estos proyectos implican dragar arena y trasladarla a las playas como forma de restablecer la arena perdida por erosión. En algunas situaciones, dicho relleno no es una medida adecuada para controlar la erosión, como en áreas con sumideros de arena o tormentas frecuentes o grandes. El revestimiento dinámico, que utiliza adoquines sueltos para imitar la función de una playa de tormenta natural, puede ser una alternativa de control de erosión suave en entornos de alta energía como las costas abiertas.

### Reubicación
La reubicación de la infraestructura de cualquier vivienda más lejos de la costa también es una opción. Los procesos naturales de subida y erosión del nivel del mar, tanto absoluto como relativo, se consideran en la reconstrucción. Dependiendo de factores como la severidad de la erosión, así como el paisaje natural de la propiedad, la reubicación podría significar simplemente trasladarse tierra adentro por una distancia corta o la reubicación puede ser eliminar por completo las mejoras de un área. Por lo general, el apoyo público a la "retirada" ha sido escaso.

## Rastreo
Las tormentas pueden causar erosión cientos de veces más rápido que el clima normal. Se pueden hacer comparaciones de antes y después utilizando datos recopilados mediante levantamientos manuales, altímetro láser o una unidad GPS montada en un vehículo todoterreno. Los datos de teledetección, como las imágenes de Landsat, se pueden utilizar para evaluaciones a gran escala y de varios años de la erosión costera.